# Heliophanus wulingensis
Heliophanus wulingensis là một loài nhện trong họ Salticidae.
Loài này thuộc chi Heliophanus. Heliophanus wulingensis được Peng & Xie miêu tả năm 1996.